# 野口智秀
野口 智秀（のぐち ともひで、1995年7月5日 - ）は、長崎県出身のハンドボール選手。日本ハンドボールリーグのゴールデンウルヴス福岡所属。

## 経歴
福岡大学時代は2016年の第25回九州学生ハンドボールリーグ春季大会で優秀選手に選出。同年の福岡県学生ハンドボール選手権大会では敢闘賞を受賞した。
2017年は第26回九州学生ハンドボールリーグ秋季大会で優秀選手に選ばれた。
2018年にフレッサ福岡へ加入。
2019年からフレッサ福岡がゴールデンウルヴス福岡へ改名し、主将に就任した。

## 詳細情報

### 記録

#### 日本ハンドボールリーグ
- 7mスロー初得点：2019年7月15日、対大崎電気戦（グローバルアリーナ）[5]

### 背番号
- 20 (2018年 - )